# Vicini rumorosi
Vicini rumorosi (Noisy Neighbors) è un film del 1929 diretto da Charles Reisner.

## Trama
I membri di una famiglia di attori di rivista scoprono di essere gli ultimi discendenti di un'aristocratica famiglia del sud, i Van Revels, e di essere gli eredi di un'antica tenuta. Scopriranno anche che i Van Revels avevano in corso una faida con i vicini di casa, i Carstairs, iniziata sessant'anni prima durante una partita di croquet.  Eddie si innamora della figlia dei vicini ma un ramo cadetto dei Carstairs, dei parenti che vivono tra i monti, dà nuovamente fuoco alle polveri, riesumando la vecchia diatriba, decisi a far fuori i nuovi venuti.

## Produzione
Il film fu prodotto dalla Paul Bern Productions.

## Distribuzione
Il copyright del film, richiesto dalla Pathé Exchange, Inc., fu registrato il 21 gennaio 1928 con il numero LP42. 
Distribuito dalla Pathé Exchange, il film uscì nelle sale cinematografiche USA il 17 febbraio 1929 dopo essere stato presentato in prima il 27 gennaio. Sempre nel 1929, fu distribuito in Irlanda il 9 agosto, mentre in Francia uscì il 1º agosto 1930.